# Народна Демократска Република Етиопија
Народна Демократска Република Етиопија (амх. የኢትዮጵያ ሕዝባዊ ዲሞክራሲያዊ ሪፐብሊክ) је била социјалистичка република, коју је 1987. године установила марксистичка влада Менгисту Хајле Маријама. Њеним формирањем установљена је цивилна власт, која је заменила владавину војног већа, званог Дерг. Укинута је у мају 1991. године, након што је већина марксистичке владе напустила Адис Абебу, а у град ушле јединице Етиопског народног револуционарног демократског фронта (ЕНРДФ).

## Историјска позадина
Све веће незадовољство етиопског народа владавином остарелог цара Хајлеа Селасија доживело је врхунац средином 1974. године, када је скупина лево оријентисаних официра извршила државни удар. Хајле Селасије је притворен, а на власт је дошла „Прелазна војна влада социјалистичке Етиопије“, позната под називом Дерг, на чијем се челу налазио Менгисту Хајле Маријам. Дерг је исте године укинуо царевину и прогласио социјалистичку републику. Дерг је био званична влада Етиопије до 1987. године.

## Историја
Иако је војна власт у Етиопији успоставила добре и чврсте односе са осталим социјалистичким државама у свету, њихова главна замерка је била што је на власти војна хунта. И сами чланови Дерга схватили су да је потребна организација која ће да окупља цивилне масе и која ће ширити и промовисати идеју „Етиопског социјализма“. Због тога је Дерг у децембру 1979. године формирао тзв. Комисију за организовање Радничке партије Етиопије. На челу комисије налазио се Менгисту Хајле Маријам. Јануара 1983, на другом конгресу Комисије обзнањено је да ће њен рад бити замењен комунистичком партијом. Тако је 12. септембра 1984. године проглашено оснивање Радничке партије Етиопије.
Следећи корак била је израда новог устава Етиопије почетком 1987, а која је исте године требало да буде проглашена народном републиком. Израда устава завршена је 1. фебруара, а његов садржај стављен на јавну расправу. Најчешће критике биле су да садржај устава није прилагођен ситуацији и потребама етиопских народа, те да је то само копија Устава СССР-а из 1977. године. Осим тога, у уставу је покрајинама Еритреји, Тигреу, Огадену и осталим регионима била обећана аутономија, што се за време постојања НДР Етиопије није остварило.
Тринаест година војне власти окончано је 10. септембра 1987. године, када је проглашена Народна Демократска Република Етиопија, чиме је успостављена цивилна власт. Поред тога, чланови бившег Дерга и даље су остали у владајућим структурама, само што су сада преузели извршавање других функција. Тако је Народна скупштина изабрала Менгистуа за првог цивилног председника. Фикре-Селасије Вогдерес, који је до тада био заменик председавајућег у Дергу, сада је постао премијер републике.
Крајем 1980-их дошло је до драстичних промена унутар Совјетског Савеза, што је утицало на готово све социјалистичке државе и покрете. Етиопски политичари ускоро су схватили да је Михаил Горбачов направио радикалан заокрет у унутрашњој и спољној политици СССР-а. Критиковао их је због неефикасног коришћења средстава која им шаље СССР, па је финансирање владе у Аддис Абеби ускоро престало, како је власт совјета слабила.
Постепеним распадом Совјетског Савеза током 1991. године етиопска влада више није имала могућности за ефикасну одбрану од јединица Етиопског народног револуционарног демократског фронта и њиховог вође Мелеса Зенавија. Менгисту, његова породица и неки чланови Дерга су по уласку трупа ЕНРДФ-а у Адис Абебу напустили Етиопију у мају 1991. године, а председник Роберт Мугабе допустио им је азил у Зимбабвеу.

## Функционери НДР Етиопије
- Председници
  - Менгисту Хајле Маријам (10. септембар 1987. — 21. мај 1991.)
  - Тесфаје Гебре Кидан (в.д.; 21. мај 1991. — 28. мај 1991.)
- Премијери
  - Фикре Селасије Вогдерес (10. септембар 1987. — 8. новембар 1989.)
  - Хајлу Јимену (в.д.; 8. новембар 1989. — 26. април 1991.)
  - Тесфаје Динка (в.д.; 26. април 1991. — 6. јун 1991.)